# Gottfried Nindl
Gottfried Nindl (* 7. März 1948 in Kaprun; † 23. November 2019 ebenda) war ein österreichischer Politiker (ÖVP) und Gastwirt. Er war von 1984 bis 1999 Abgeordneter zum Salzburger Landtag.

## Ausbildung und Beruf
Nindl besuchte zwischen den Jahren 1954 bis 1958 die Volksschule in Kaprun und wechselte danach von 1958 bis 1962 zum Schulbesuch an die Hauptschule in Zell am See. Er absolvierte danach von 1962 bis 1967 die Bundeslehrerbildungsanstalt in Salzburg und legte dort im Jahr 1967 die Matura. Nach dem Schulabschluss leistete Nindl von 1967 bis 1968 seinen Präsenzdienst und begann danach im Jahr 1968 ein Studium des Welthandels an der Universität Wien. Dort trat er 1970 der Studentenverbindung K.Ö.H.V. Mercuria Wien im ÖCV bei. Er studierte von 1970 bis 1973 im zweiten Studienabschnitt Betriebswirtschaft an der Universität Innsbruck und promovierte schließlich 1978 zum Doktor der Sozial- und Betriebswissenschaften. Im Jahr 1968 übernahm er den elterlichen Gast- und Hotelbetrieb in Kaprun und  führte fortan den Hotel-Gasthof zur Mühle. 

## Politik und Funktionen
Nindl begann seine politische Karriere in der Lokalpolitik, wobei er 1974 zum Gemeinderat der Gemeinde Kaprun gewählt wurde und bis 1990 als Gemeinderat wirkte. Er engagierte sich zudem von 1989 bis 2003 als Bezirksobmann des Österreichischen Wirtschaftsbundes im Pinzgau und wurde 1980 Ausschussmitglied bzw. 1990 Mitglied der Sektionsleitung Tourismus in der Salzburger Wirtschaftskammer. Des Weiteren erfolgte 1999 seine Ernennung zum stellvertretenden Sektionsobmann für Tourismus und Freizeitwirtschaft. Er wurde am 16. Mai 1984 als Abgeordneter zum Salzburger Landtag angelobt und gehörte dem Landtag bis zum 26. April 1999 an. Zudem war er von 1996 bis 1999 Klubobmann-Stellvertreter des ÖVP-Landtagsklubs.

## Privates
Gottfried Nindl heiratete am 21. Mai 1979 die aus Bezau stammende Monika Metzler. Er war Vater von fünf Kindern und führte den Familienbetrieb „Zur Mühle“ gemeinsam mit seiner Gattin. 

## Auszeichnungen
- Silbernes Ehrenzeichen des Landes Salzburg (1999)
- Ernennung zum Kommerzialrat (2001)
- Ehrenbecher der Gemeinde Kaprun (2006)